# Chargeur solaire

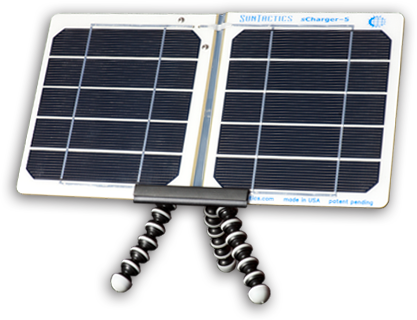
Suntactics sCharger-5

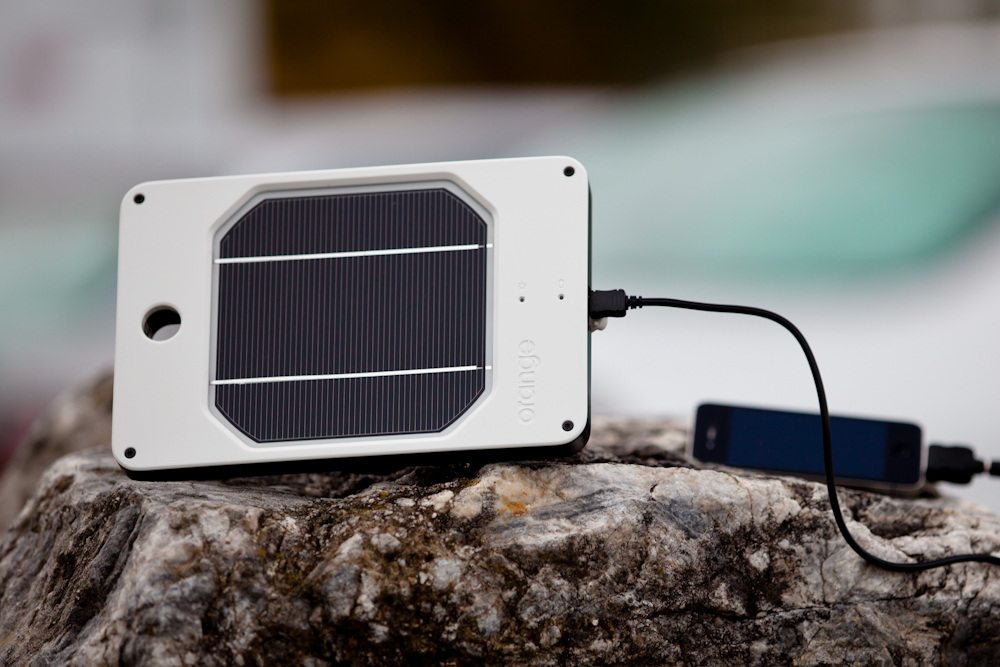
Exemple de chargeur solaire de haut rendement en Silicium monocristallin.

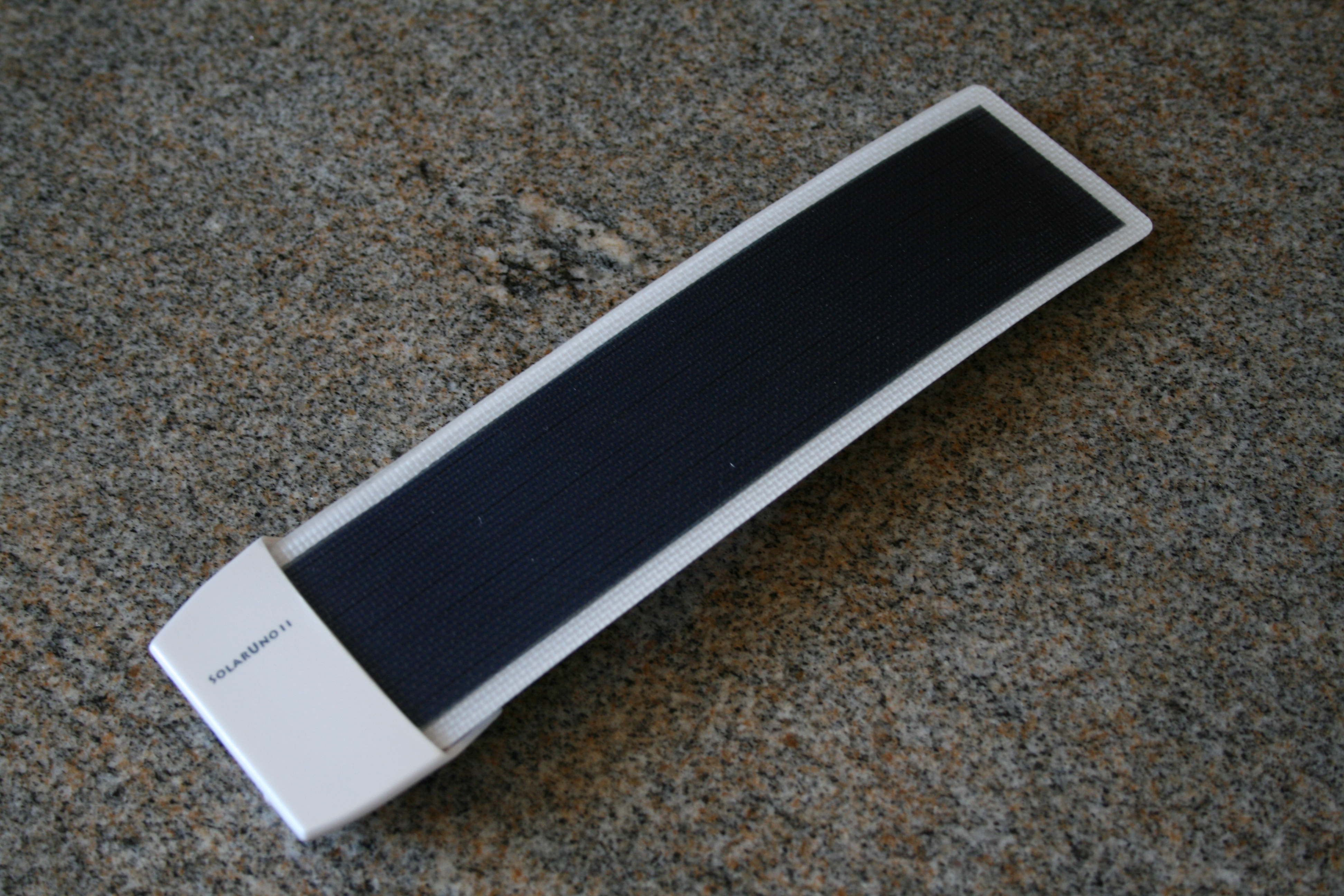

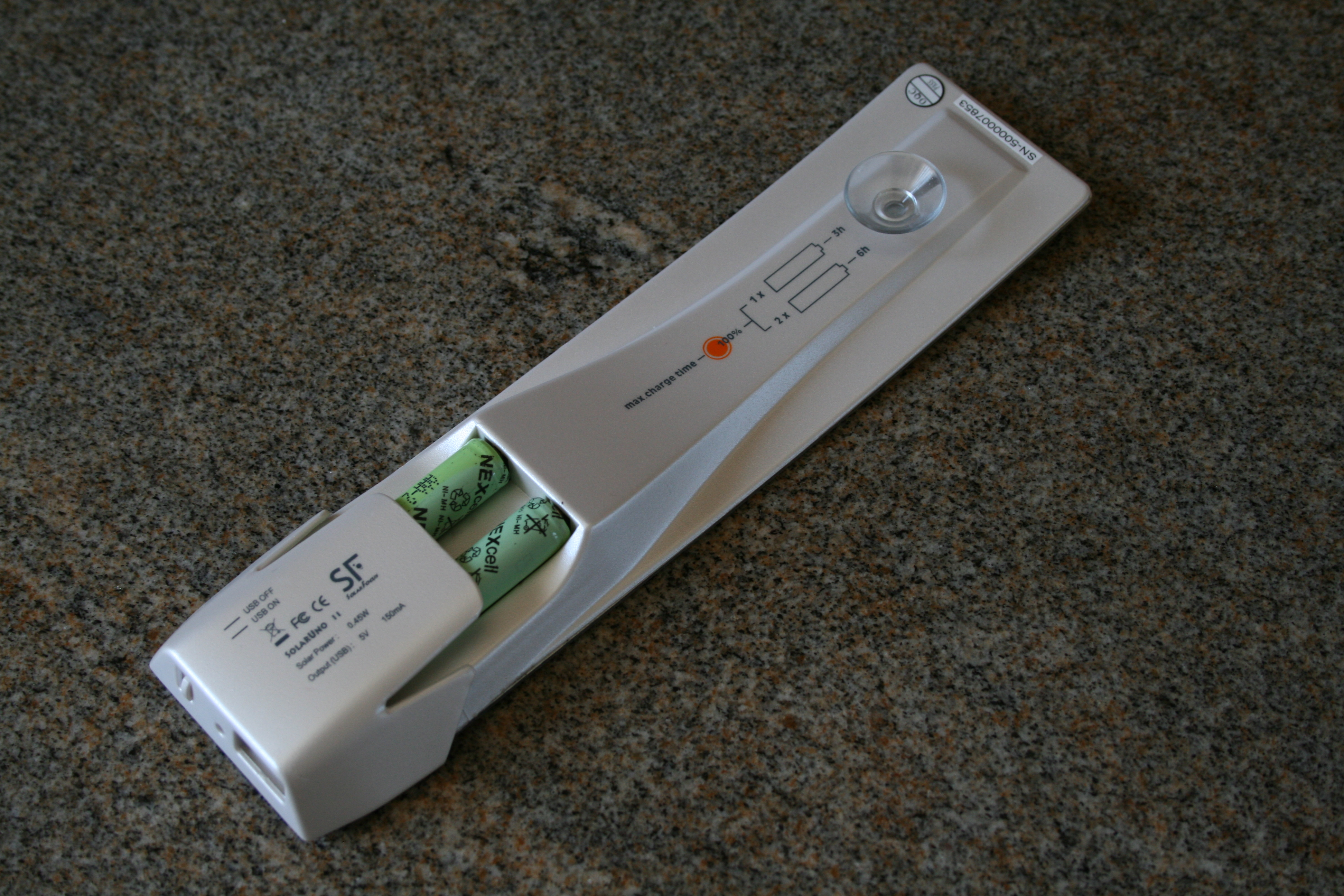
Vue frontale et arrière d'un chargeur solaire portable de petite taille avec deux piles AAA et sortie USB.

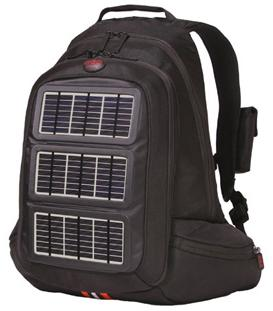
Chargeur Solaire intégré à un sac à dos.

Un chargeur solaire est un dispositif, généralement portable, qui permet de transformer l'énergie solaire photovoltaïque en énergie électrique pouvant être utilisée par les dispositifs électriques.
Les trois composants essentiels pour son fonctionnement sont :
- Les plaques solaires, qui transforment la lumière solaire en électricité, dont dépend l'efficience énergétique du dispositif.
- Les batteries servant à stocker l'énergie électrique produite par les plaques solaires, qui, selon le type, pourront offrir différentes valeurs de tension ou ampérage.
- Circuits électriques, qui unissent les plaques solaires et les batteries et ont un rôle de contrôle pour le fonctionnement du reste des composants. Ils fournissent également la sortie de la charge électrique des batteries vers un autre dispositif à travers différents connecteurs.

Quelques exemples de chargeurs solaires communément utilisés sont :
- Petits modèles portables, conçus pour charger une gamme de différents téléphones mobiles, iPods et autres équipements d'audio portables.
- Modèles dépliables, conçus pour pouvoir être placés sur le pare-brise de la voiture et connectés à l'allume-cigare, afin de maintenir la batterie chargée lorsqu'elle n'est pas utilisée. Les chargeurs de batteries solaires[1] dépliables sont aussi, souvent, utilisés par les amateurs de Trek afin de recharger leurs appareils électroniques lors de leurs longues marches.
- Lampes ou lampes torches électriques, souvent combinées avec un ou plusieurs moyens secondaires de charge, comme un système de charge cinétique (dynamo), une micro-turbine éolienne ou des piles.
- Chargeurs solaires publics, installés de façon permanente dans les lieux publics, tels que les parcs, places et rues ou lampadaires, que les passants peuvent utiliser de façon gratuite, y compris en cas de catastrophe.

## Comment fonctionnent-ils?
Une ou plusieurs plaques solaires absorbent l'énergie émise par le soleil, qui est convertie en énergie électrique et stockée dans les batteries internes pour pouvoir, plus tard, être utilisée dans différents buts, depuis la recharge d'un téléphone mobile jusqu'à fournir des services électriques pour réaliser différentes fonctions dans une entreprise, un centre commercial, etc. Cependant, certains chargeurs solaires fonctionnent sans batterie interne. C'est une différence majeure au niveau de l'utilisation.

### Les panneaux solaires portables
Les panneaux solaires portables peuvent être trouvés sur le marché sous deux formes principales : rigide et pliable. D'apparence, ils ressemblent fort à une version miniature des panneaux solaires photovoltaïques que l'on peut trouver sur les toits.
Ces modèles de chargeurs solaires ne disposent pas de batteries internes. Cela signifie que le panneau ne produit de l'énergie que lorsqu'il y a du soleil. S'il n'y a pas de soleil au moment où un appareil électronique (par exemple un smartphone) est connecté, l'appareil ne se chargera pas. Il est souvent conseillé d'utiliser ces panneaux solaires portables avec une batterie externe, permettant ainsi d'accumuler l'énergie.

### Les batteries externes solaires
Les batteries externes solaires, aussi appelées chargeurs solaires portables, sont composées d'un petit panneau solaire et d'une batterie intégrée. A la différence du panneau solaire portable, il est donc possible de charger les appareils électroniques même sans soleil. En effet, la batterie intégrée à l'appareil permet d'accumuler l'énergie lorsque le chargeur solaire est placé au soleil, et de la distribuer après.
Une seconde différence notable est le fait que ce type de chargeur solaire peut se recharger par prise. La batterie externe solaire a donc deux moyens de charge : le panneau solaire et une entrée de charge (souvent un port mini-USB). Cet appareil est donc très similaire à une batterie externe ; c'est une batterie externe à laquelle on a ajouté un panneau solaire.

## voir également

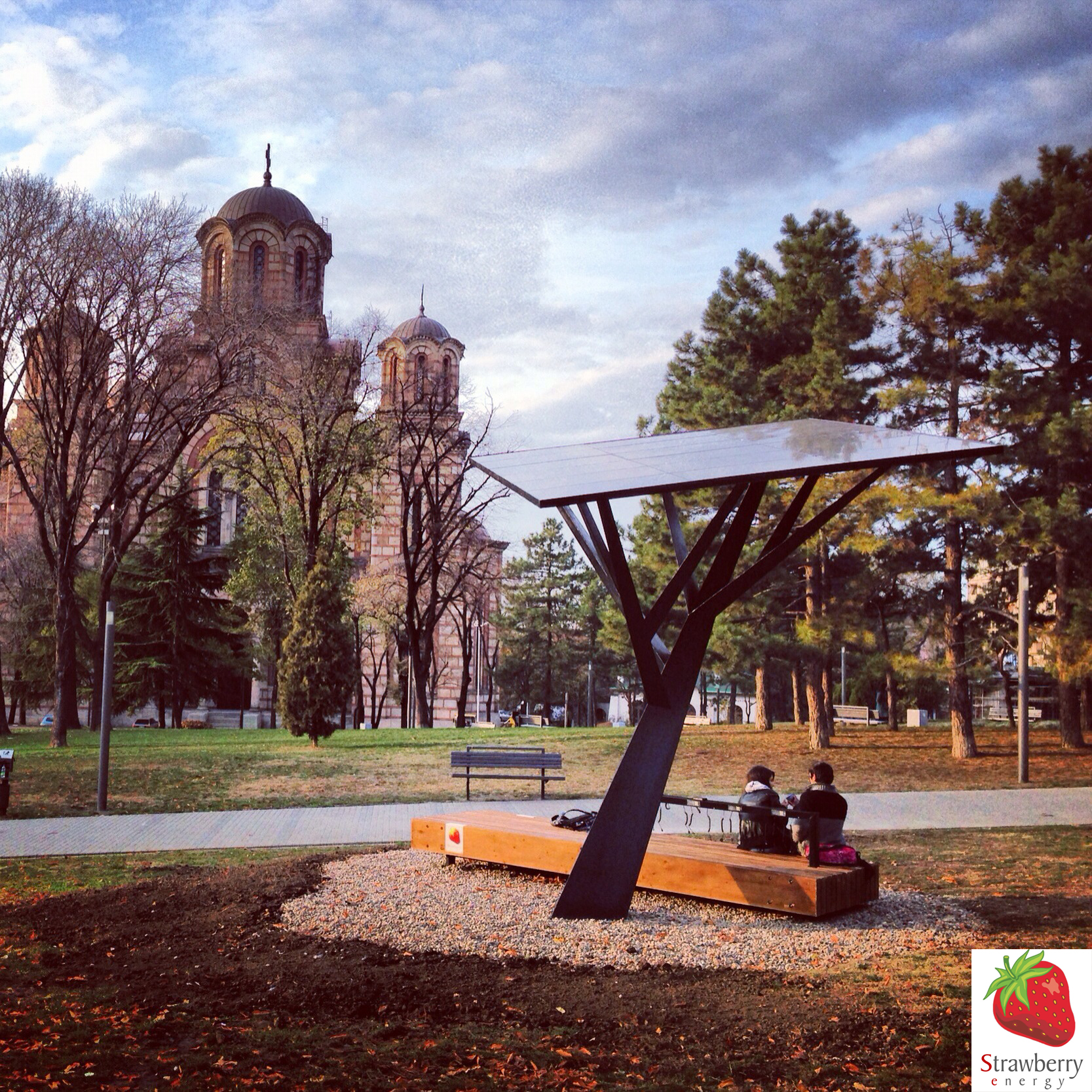
Chargeur Solaire public Strawberry Tree Black à Tašmajdan Park à Belgrade

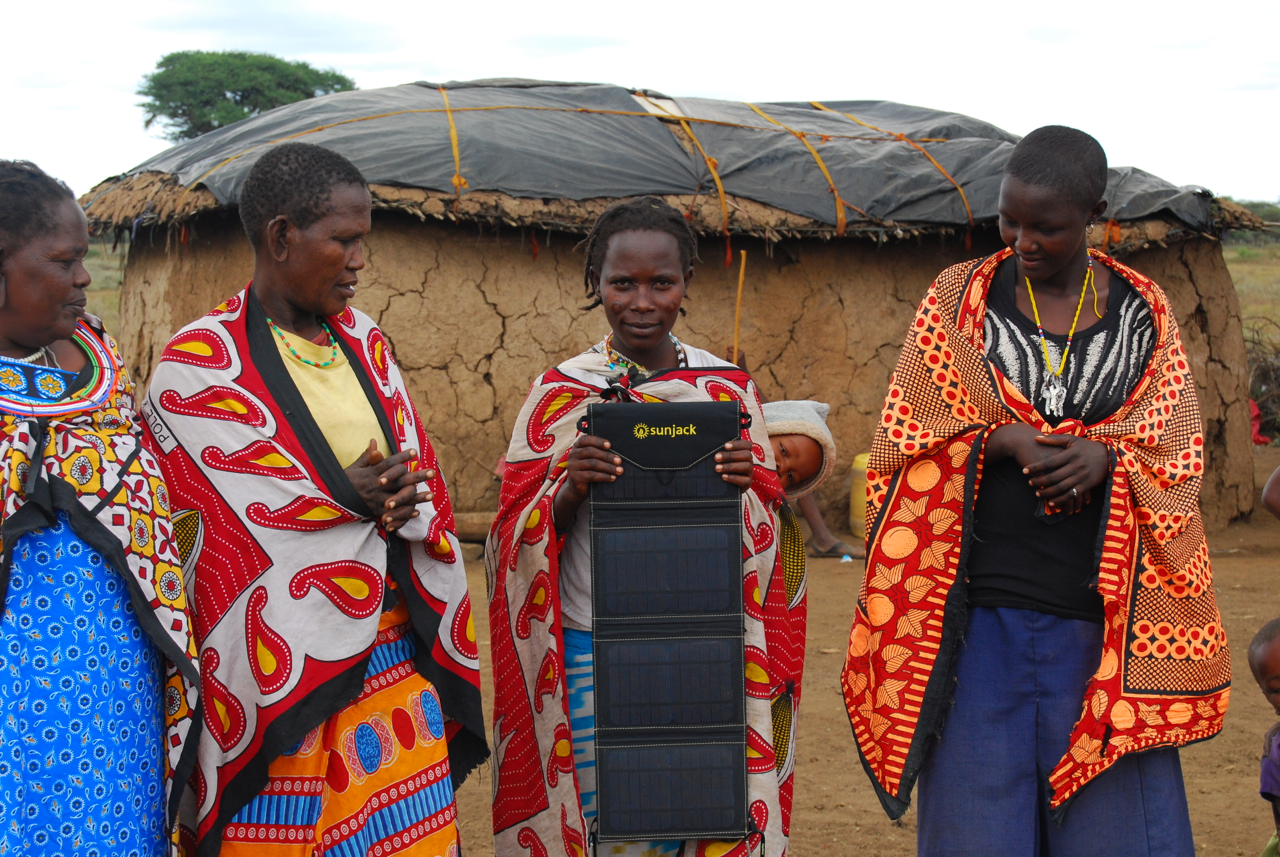
Habitants ruraux africains avec un chargeur solaire.

- Récolte d'énergie
- Dynamo
- Rayon solaire
- Silicium monocristallin